# Askolds Hermanovskis
Askolds Feliss Hermanovskis (ur. 19 września 1912 w Rydze, zm. 18 sierpnia 1967 w Nowym Jorku) – łotewski narciarz alpejski, olimpijczyk. Reprezentant klubu US Ryga.
Uczestnik igrzysk olimpijskich w Garmisch-Partenkirchen (narciarstwo alpejskie debiutowało wtedy na igrzyskach). Wystąpił w zawodach kombinacji. W zjeździe był na 56. miejscu (60 alpejczyków ukończyło zawody), zaś slalomu nie ukończył, przez co nie został sklasyfikowany w kombinacji.
Był jednym z pionierów tego sportu na ziemiach łotewskich. Tuż przed wybuchem II wojny światowej przepłynął Atlantyk jachtem i osiadł w Stanach Zjednoczonych, w których zmarł.